# 朝鮮 (地區)
- 關於現今實際統治朝鮮半島北部的政權，請見「朝鮮民主主義人民共和國」。
- 關於現今實際統治朝鮮半島南部的政權，請見「大韓民國」。
- 關於朝鮮的其他意思，請見「朝鲜”和“韩国 (消歧义)」。

朝鮮，又稱韓、高丽等，是东亚的一个地区，位于欧亚大陆东端，包含朝鲜半岛（韓半岛）、济州岛及朝鲜半岛附近的几个岛屿。東北接壤俄罗斯，北面接壤中國，通過朝鲜海峡和日本海與日本隔海相望。其位处汉字文化圈内，传统上深受汉文化影响，但也在建筑、音乐、绘画、书法和民俗等方面有相当多独有的特征。現今的朝鮮地区分治为两个主权国家——北方的朝鲜民主主义人民共和国和南方的大韩民国，其中韩国在宪法中宣称本国为朝鲜全境的代表和唯一主权国家，而朝鲜则于2024年宣布放弃对朝鲜半岛南方的领土声索与统一朝鲜全境的诉求。
考古学证据显示，朝鲜从无文土器时代（公元前1500年－前300年）开始逐渐进入农业社会。朝鲜国家的早期起源仍然很不明确，根据史籍记载，其线索或许可以追溯到檀君朝鲜和箕子朝鲜。经过漢四郡对朝鲜半岛北部的统治，高句丽、百济和新罗三个国家在公元前后开始崛起。经历了三国时代的纷争，新罗于676年首度完成了朝鲜的政治统一。自此朝鲜历经新罗、高丽和朝鲜王朝三个王朝，维持了约一千多年的统一格局。朝鲜在19世纪后期开始遭受列强入侵，并在甲午战争后结束了与中国的宗藩关系，而后被逐步纳入日本的势力范围；直到1910年日韓合併，朝鲜王朝（大韓帝國）灭亡，朝鮮則以「外地」的身份成為日本屬地。第二次世界大战后，朝鲜摆脱日本殖民统治，却因戰後世局的變化，於1948年后事实上分裂成大韩民国及朝鲜民主主义人民共和国，南北兩個政權的意識形態迥異，更於1950年至1953年爆發朝鲜战争；之後隨著《朝鲜停战协定》的簽署，南北雙方相隔军事分界线对峙的局面持续至今，同時存在不定期的關係緩和。

## 名称
对朝鲜半岛上文明的称呼有朝鲜（조선）、韩（한）、高丽（고려）等。朝鲜有“朝日鲜明”的字面意义，最早可追溯到古朝鲜时期。汉朝时曾在今平壤附近设朝鲜县，为乐浪郡治所。韩在朝鮮語里有“大”的意思，来自古时对朝鲜半岛南部地区及当地政权（三韩）的称呼。隋唐以来，“三韩”也被引申于指代高句丽领土或故地，包括今辽东和朝鲜半岛北部地区。高丽有“山高水丽”的含义，起初被用于东北亚国家高句丽的简称，之后被统治朝鲜四百多年的高丽王朝沿用。
| 中文                                   | 谚文 | 历史政权                                                       | 出现书目          | 记载                                                  |
| -------------------------------------- | ---- | -------------------------------------------------------------- | ----------------- | ----------------------------------------------------- |
| 朝鲜                                   | 조선 | 檀君朝鲜、箕子朝鲜、卫满朝鲜、朝鲜王朝、朝鲜民主主义人民共和国 | 《山海经·海内经》 | 東海之內，北海之隅，有國名曰朝鮮。                    |
| 朝鲜                                   | 조선 | 檀君朝鲜、箕子朝鲜、卫满朝鲜、朝鲜王朝、朝鲜民主主义人民共和国 | 《三国遗事》      | 魏書云：乃往二千載有壇君王儉，……，開國號朝鮮。        |
| 朝鲜                                   | 조선 | 檀君朝鲜、箕子朝鲜、卫满朝鲜、朝鲜王朝、朝鲜民主主义人民共和国 | 《東國輿地勝覽》  | 国在东方，先受朝日之光辉，故名朝鲜。                  |
| 韩                                     | 한   | 馬韓、辰韓、弁韓、大韩帝国、大韩民国                           | 《三国志·魏志》   | 韩在带方之南，东西以海为限，南与倭接，方可四千里。    |
| 韩                                     | 한   | 馬韓、辰韓、弁韓、大韩帝国、大韩民国                           | 《三国史记》      | 寡君问（闻）南韩有圣人出，故遣臣来享。                |
| 高丽                                   | 고려 | 高句丽、高丽王朝                                               | 《资治通鉴》      | 高丽小虏，侮慢上国；今拔海移山， 犹望克果，况此虏乎！ |
| 东国                                   | 동국 | -                                                              | 《明詩綜》        | 朝鮮君臣……咸有詩篇繼和，極東國一時之盛。              |
| 其他称号包括槿域、青丘、小华、鸡林等。 |      |                                                                |                   |                                                       |

## 历史

### 上古史和古朝鲜

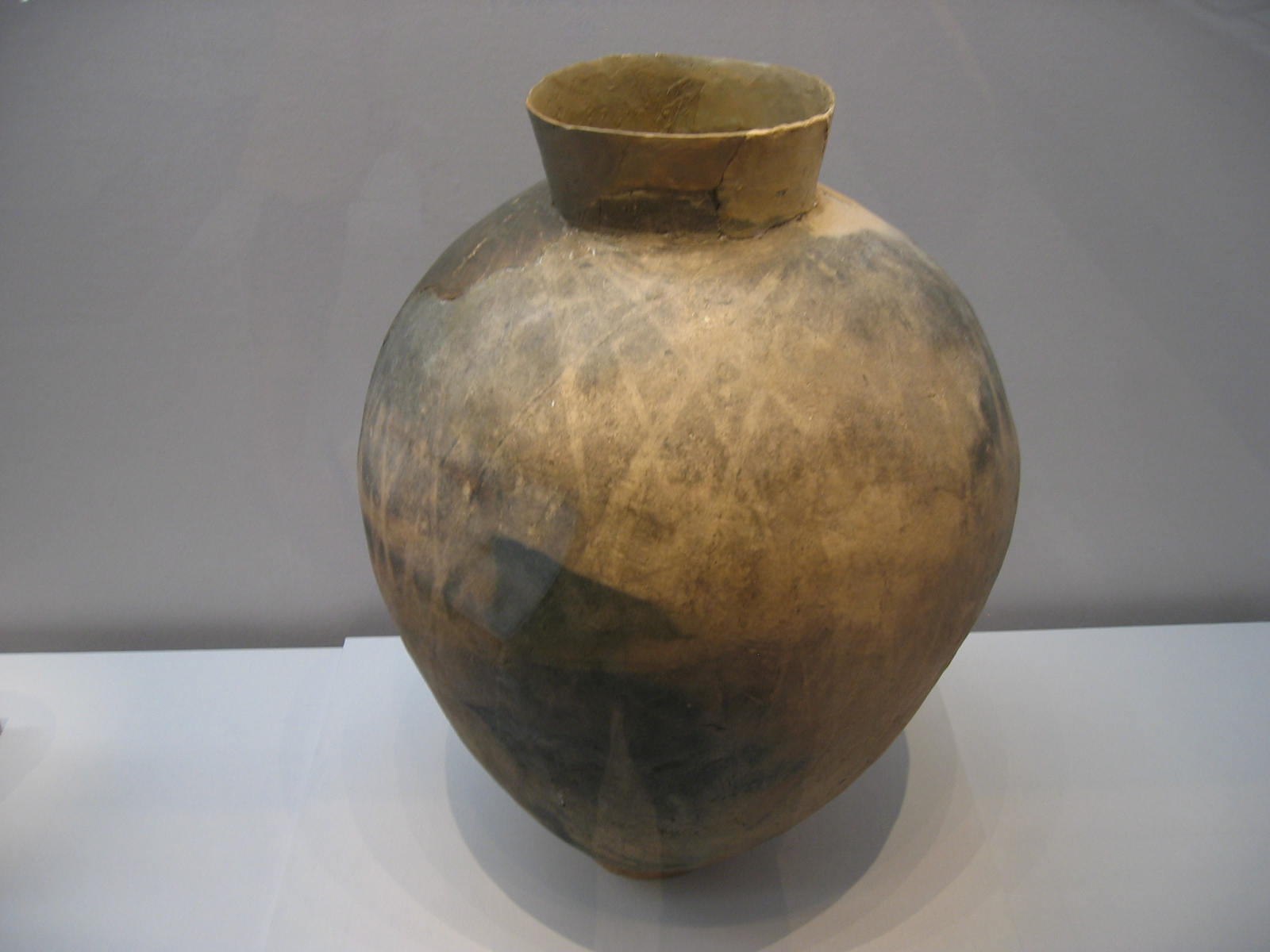
在大坪遺蹟出土的朝鲜无文土器，约公元前8世纪

朝鲜地区出土最早的旧石器时代遗址是平壤以南的黑隅里遗址，距今约40-60万年。朝鲜的新石器时代开始于约公元前8000年，考古证据显示当时在沿海地区已经出现简单的半定居式聚落和半地穴式房屋。朝鲜新石器时代以出土带有纹样的陶器为特征， 被称为栉文土器时期。在随后的无文土器时期（约开始于公元前1500年），朝鲜开始进入铜器时代，小米和水稻的种植技术逐渐传播开来。约公元前300年，朝鲜开始出现早期的铁制品。
朝鲜神话中有“檀君开国”，描述天帝之子檀君下凡与熊女诞育人类，也成为朝鲜的开创者。檀君被认为与尧是同一时期的人物，其开创朝鲜的日期经计算被定为“公元前2333年10月3日”，即“尧即位后的第15年”。除檀君神话外，箕子朝鲜是朝鲜建立的另一传说。《尚书大传》记载，周武王在伐纣胜利后，释放了被俘的商朝大臣箕子。箕子其后出走朝鲜，周武王便将朝鲜作为他的封地。根据《三国遗事》的说法，檀君也因为箕子的到来而决定归隐阿斯达山做山神。然而，由于史料记载自相矛盾、不能被考古发现验证，箕子朝鲜作为朝鲜早期政权的地位难以证实。

### 中世史
约公元前194年－前180年之间，燕人卫满在当地汉人的帮助下掌握权力自立为王，史称卫满朝鲜。公元前108年，汉武帝灭卫满朝鲜，在辽东及朝鲜半岛北部置汉四郡。汉四郡的设立，把朝鲜地区与汉朝在贸易、技术和文化上联系起来，对朝鲜的发展有重要作用。当时在汉四郡北方有高句丽、扶余、沃沮、濊貊等部落，南方有馬韓、辰韓、弁韓等部落。随着汉室衰微、西晋内乱，朝鲜的本土政权逐渐兴起。高句丽和百济在4世纪时完全吞并汉四郡，朝鲜迎来以本土政权为主导的时期。

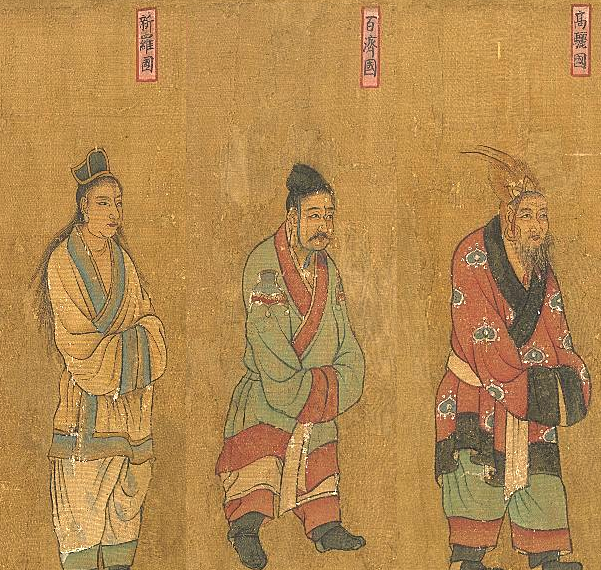
唐阎立本《王会图》所绘朝鲜三国使臣，左起分别来自新罗、百济和高句丽

5世纪时，朝鲜进入三国时代，高句丽、百济和新罗三个主要政权并立。三国中高句丽地处北部，由扶余人建立，曾屡次和辽东的汉族政权发生冲突，后向西扩展疆土至辽河。百济位于西南，由扶余人整合周围马韩部落建立，语言文化与高句丽十分相似。新罗位于东南，由辰韓中的一部发展而来，是三国中中央集权建立较晚者。高句丽和百济最早于4世纪、新罗于6世纪时开始接受佛教作为主流信仰，而三个国家均在语言、文学和政治制度上受到汉文化的影响。弁韓被伽倻所吸收。伽倻後來又與新羅融合。
6世纪初期，新罗陆续吞并伽倻各部；6世纪中期，新罗与百济结盟击败高句丽、后又撕毁盟约打败百济，从而获得整个汉江流域。7世纪时，新罗与唐联盟，陆续攻灭百济和高句丽，之后又通过罗唐战争确保自身对大同江以南的统治。朝鲜自此结束分裂局面，进入统一新罗时代。统一新罗在文化、艺术、宗教、商业、教育和科技上均取得快速发展，完成统一的文武王逝世时，还曾出现“薄赋省徭，家给人足；民间安堵，域内无虞；仓廪积于丘山，囹圄成于茂草”的盛世场面。统一新罗在8世纪末开始走向衰落，至9世纪末真圣女王治国无方，国内爆发大量起义。
10世纪初，王建灭掉后百济和新罗，开创了新的统一政权高丽王朝。高丽（英語：Goryeo，也拼寫為Koryŏ）其名称後來发展为现代的外来语“Korea”。1234年，高麗人發明了金屬活字印刷术。但是在13世纪，隨著蒙古帝国多次入侵大大削弱了高麗的实力，高麗在经过数十年的战斗后最终成为元朝附庸国（征东等处行中书省）。在高麗恭愍王通過军事抵抗结束了蒙古在高丽的政治影响之后，激烈的政治冲突随之而来，高丽最终被在1392年7月由李成桂建立的朝鲜王朝所取代。朝鮮王朝先後臣服於明朝和清朝。
朝鲜王朝的前200年相對和平。在此期间，朝鮮世宗在15世纪创建諺文，儒家思想的影响力日益增强。1592年日本入侵朝鮮，爆發了壬辰戰爭。17世紀初後金（滿清）先後對朝鮮發動丁卯戰爭和丙子戰爭，迫使朝鮮斷絕與明朝關係。在朝鮮王朝后期，朝鮮由於實行孤立主义政策以至於被西方稱之為隐士王国。

### 近世史

已知最早的太极旗，1889年载于美国Flags of Maritime Nations。

19世纪后期起，朝鲜在国内外的政治压力下逐渐对外开放，开始与西方国家缔结正式条约，也同时成为日本帝国的征服对象。1895年，清朝在甲午战争结束中戰敗，中国和朝鲜的宗藩关系被取消，大韓帝國随后于1897年成立。新成立的大韩帝国对内进行一系列现代化改革，对外在日俄两国间左右摇摆，最后倒向日本。1910年，大韩帝国被日本吞并，朝鮮進入日治時期。日本對朝鮮的统治直到1945年8月第二次世界大战結束。
1945年，苏联和美国达成协议，同意在日军投降後，以北緯三十八度線將朝鲜一分為二，北方由苏联占领，南方由美国占领。1947年后，随着冷战的开始，在朝鮮半島上建立單一國家的希望破滅。1948年，朝鲜半岛南部成立親西方的國家大韩民国，李承晚任首任韩国总统。同年随后，朝鲜半岛北部成立由蘇聯扶持的社会主义國家朝鲜民主主义人民共和国，金日成为首任内阁首相。
苏美占领军先后撤离之后，南北方围绕统一的矛盾日益激化，这导致1950年朝鲜战争的爆发。由于美國為首的聯合國軍和中國人民志願軍的介入，戰爭陷入對峙僵局。1953年交戰雙方簽署停戰協定，但没有簽署正式的和平条约。此後朝鮮地區分裂至今，朝韩两国政府都宣称自己是朝鮮地区唯一的合法政府。1991年9月17日，朝鲜民主主义人民共和国和大韩民国同時加入聯合國。

## 朝鲜统一问题

朝鲜半岛+濟州島图形，往往用来象征半島统一，如朝鮮半島旗

因第二次世界大战结束后的托管问题，南北方产生了两个不同的政权。随即，美苏陷入冷战，南北双方陷入了朝鲜战争。板门店协定签署后，双方停战，但关系长期紧张。虽然朝鲜半岛被分裂为两个政治实体，但朝韩两国在各自的宪法中均表明朝鲜半岛为一个统一的国家，双方也没有停止南北统一的努力。但由于南北於政治、經濟上均存在懸殊差異，以及中、美、日、俄四國对朝鲜半岛问题的强大影响及政治角力，朝韩統一问题现在一直处于搁置狀態，沒有具體進展。而韓國內部也有反對統一的主張，有些年輕人甚至認為與貧窮的朝鲜統一將拖累韩国的發展。
2024年，北韓正式宣布放棄統一。

## 地理

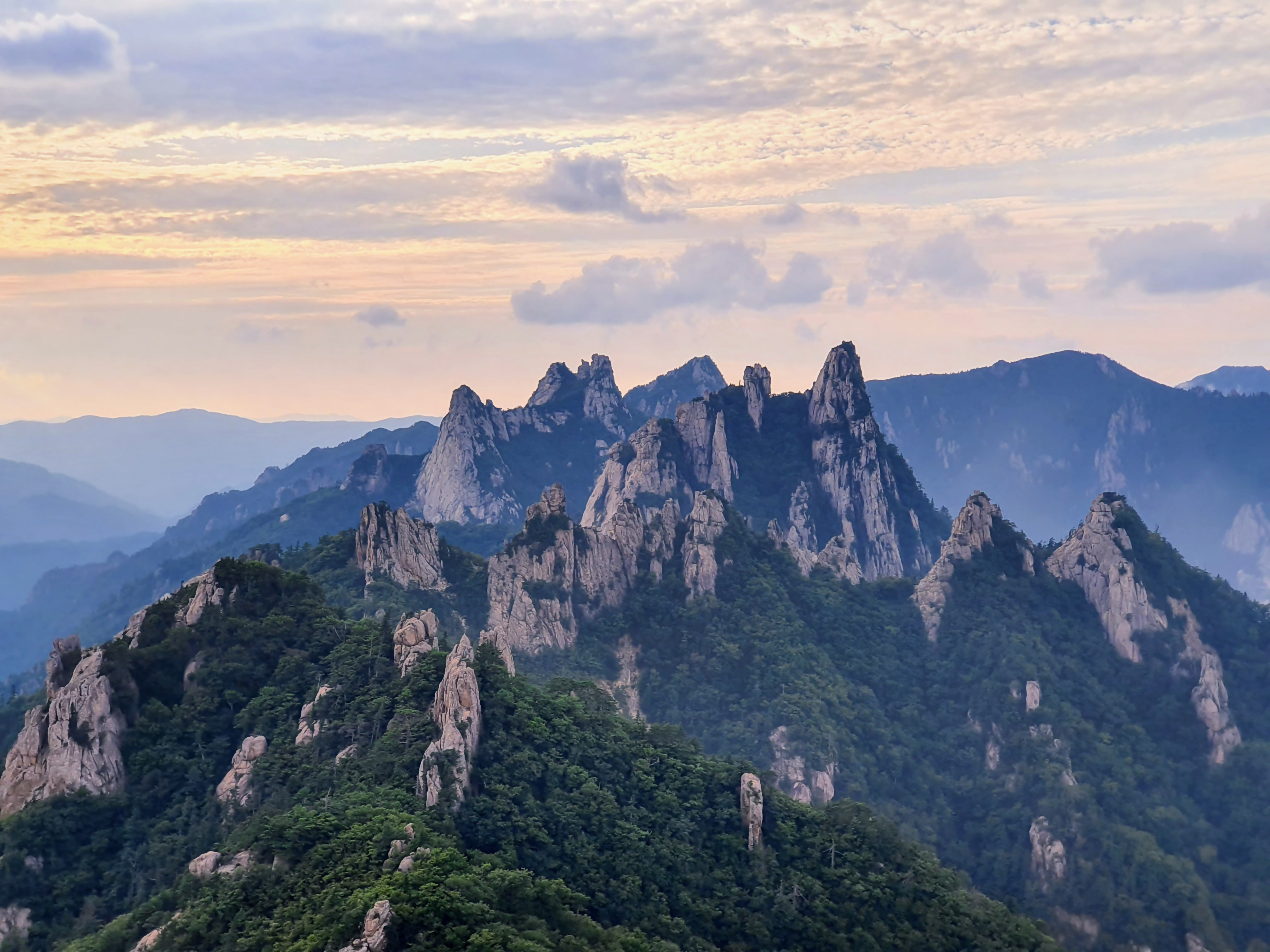
位于朝鲜半岛东部的雪嶽山

朝鲜处于亚欧大陆的东端，西临黄海，东临日本海。除沿海岛屿外，绝大部分领土位于长约1000公里，宽约240公里的朝鲜半岛。朝鲜多山，山地约占总面积的70%，东部的太白山脉横亘南北。东南沿海和济州岛属暖温带，植被以常绿阔叶林为主；半岛大部属中温带，植被以落叶阔叶林为主；最北部属寒温带，植被以针叶林为主。
历史上的朝鲜疆域历经多次增减。5世纪起，高句丽曾统治今天中国东北地区的大片领土（包括整个辽东半岛在内）。7世纪的唐-高句丽战争和唐-新罗战争之后，新罗大体控制了大同江以南的朝鲜半岛，而高句丽的其余故地则被唐朝和后来的渤海国占据。新罗灭亡后，高丽王朝和朝鲜王朝以新罗领土为基础，缓慢向北扩张。10世纪时高丽王朝领土北扩至鸭绿江附近，12世纪时领土到达今天鸭绿江畔的义州，又吞并济州岛的耽罗国。15世纪，朝鲜世宗在位时通过婆猪江战斗将鸭绿江、图们江以南的女真据点全部移除，奠定今天朝鲜北部边境的基础。

## 文化艺术
朝鲜文化是朝鲜民族自古不断演化发展形成的民族思想、理念、风俗和习惯。虽然朝鲜战争后朝鲜半岛的南北对峙导致了南北朝鲜现代文化的差异，但双方传统文化却一脉相承。朝鲜半岛在历史上与中国有着密切的交往，因此朝鲜半岛传统文化深受中国文化影响，不过与中国传统文化相比，朝鲜半岛传统文化有着其独特的文化特征。

### 语言文字

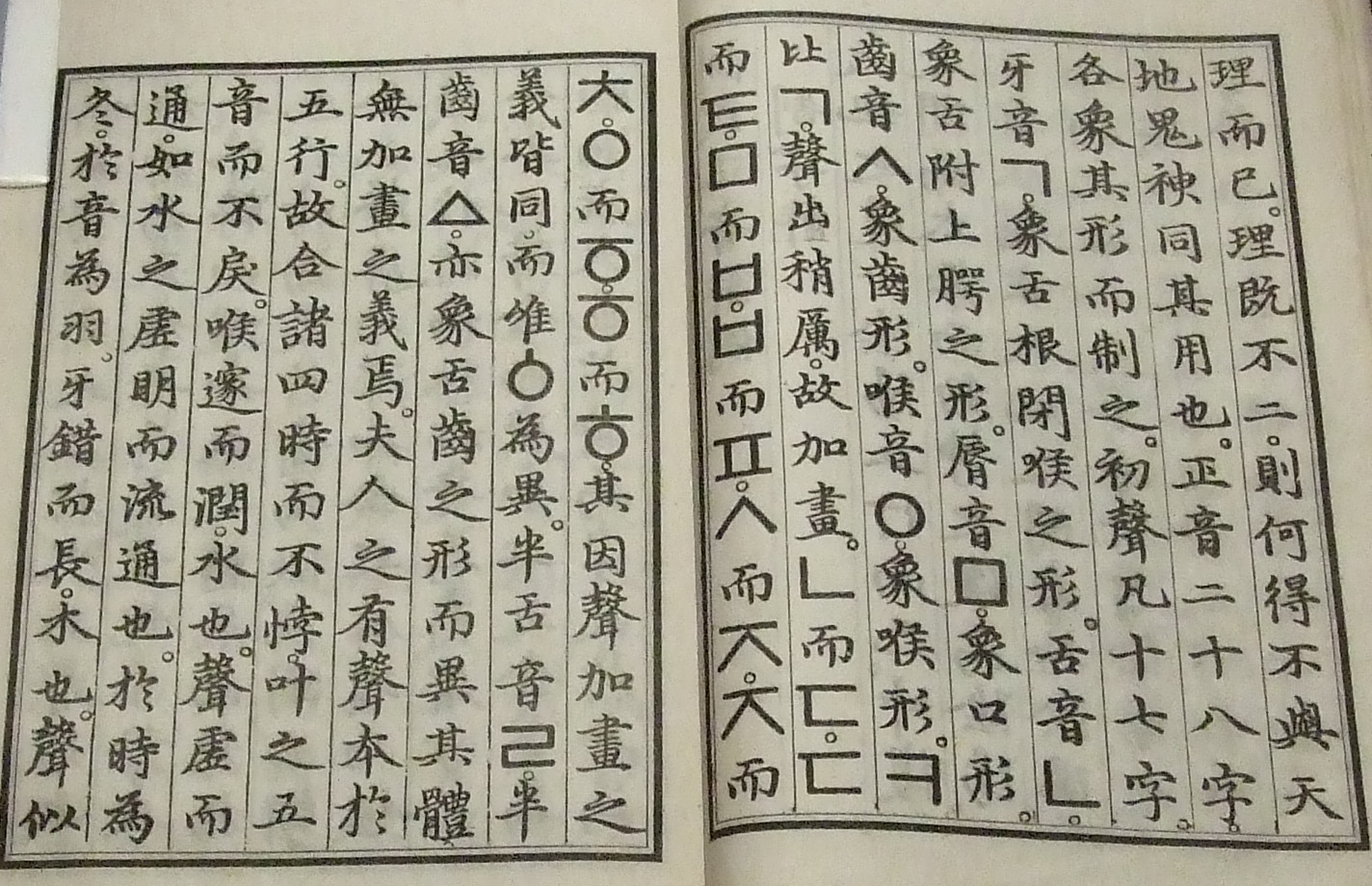
《训民正音》中对谚文字母形态的解释

朝鲜语是朝鲜自古以来的通用语，也是目前大韩民国、朝鲜民主主义人民共和国、延边朝鲜族自治州、长白朝鲜族自治县的官方语言，目前有超过7500万使用者。朝鲜语是一种无声调的黏着语，语法意义主要靠词尾变化表示，语音在结合过程中经常出现音变。朝鲜语系属地位未定，普遍认为与之相似度最高的语言是日语和阿尔泰语系诸语言。虽然充斥着大量汉字词，但朝鲜语的原生词汇和汉语差别很大，语法也大不相同。
谚文是朝鲜语使用的表音文字。它既简单又具系统性，可以全面记录朝鲜语的语音。在谚文发明前的数个世纪中，朝鲜借用漢字记录朝鲜语。在朝鲜世宗的组织下，谚文于1443年创立，并于1446年被推行。由于精英阶层以汉字为正统、阻挠谚文推广，谚文在20世纪前应用有限。16世纪时，谚文主要被用于漢字学习时的注音工具；直到19世纪，使用者仍然局限于妇女儿童和劳动阶层。经过20世纪的大力推行，目前朝鮮半島大部分的日常出版物均完全以谚文写成。

## 行政區域

朝鮮八道示意圖

朝鲜八道示意图

以下列出现行位于朝鲜半岛上之两个分裂国家，朝鲜民主主义人民共和国与大韩民国之行政区划。现今南北朝鲜的行政区划均以朝鲜王朝时期的「朝鲜八道」作为基础，朝鲜八道一词有时也被当作韩国行政区划、或朝鲜半岛全境的统称。
| 朝鮮民主主義人民共和國（） |                  |  |          |           |        |
| 平安道                     | 平壤直轄市       |  |          | 3,255,388 | 3,194  |
| 平安道                     | 新義州特別行政區 |  |          | 349,500   | 132    |
| 平安道                     | 平安北道         |  | 新義州市 | 2,450,110 | 12,191 |
| 平安道                     | 平安南道         |  | 平城市   | 3,597,557 | 12,330 |
| 平安道                     | 南浦特別市       |  |          | 455,000   | 829    |
| 平安道                     | 慈江道           |  | 江界市   | 1,147,946 | 16,613 |
| 咸鏡道                     | 咸鏡北道         |  | 清津市   | 2,327,000 | 15,980 |
| 咸鏡道                     | 咸鏡南道         |  | 咸興市   | 3,050,000 | 18,534 |
| 咸鏡道                     | 兩江道           |  | 惠山市   | 660,000   | 13,880 |
| 咸鏡道                     | 羅先特別市       |  |          | 205,000   | 746    |
| 黃海道                     | 黃海北道         |  | 沙里院市 | 2,113,672 | 8,157  |
| 黃海道                     | 黃海南道         |  | 海州市   | 2,310,485 | 8,450  |
| 京畿道                     | 开城特级市       |  |          | 308,400   | 1,309  |
| 江原道                     | 江原道           |  | 元山市   | 1,477,582 | 11,091 |
| 大韓民國（）               |                  |  |          |           |        |
| 京畿道                     | 首爾特別市       |  | 中區     | 9,853,972 | 606    |
| 京畿道                     | 京畿道           |  | 水原市   | 8,937,752 | 10,136 |
| 京畿道                     | 仁川广域市       |  | 南洞區   | 2,466,338 | 958    |
| 江原道                     | 江原道           |  | 春川市   | 1,484,536 | 16,536 |
| 全羅道                     | 全羅北道         |  | 全州市   | 1,887,239 | 8,047  |
| 全羅道                     | 全羅南道         |  | 务安郡   | 1,994,287 | 11,956 |
| 全羅道                     | 光州广域市       |  | 西區     | 1,350,948 | 501    |
| 全羅道                     | 濟州特別自治道   |  | 濟州市   | 512,541   | 1,846  |
| 慶尚道                     | 慶尚北道         |  | 安東市   | 2,716,218 | 19,021 |
| 慶尚道                     | 慶尚南道         |  | 昌原市   | 2,970,929 | 10,518 |
| 慶尚道                     | 釜山广域市       |  | 蓮堤區   | 3,655,437 | 765    |
| 慶尚道                     | 大邱广域市       |  | 中區     | 2,473,990 | 886    |
| 慶尚道                     | 蔚山广域市       |  | 南區     | 1,012,110 | 1,056  |
| 忠清道                     | 忠清北道         |  | 清州市   | 1,462,621 | 7,433  |
| 忠清道                     | 忠清南道         |  | 洪城郡   | 1,840,410 | 8,590  |
| 忠清道                     | 大田广域市       |  | 中區     | 1,365,961 | 540    |
| 忠清道                     | 世宗特别自治市   |  | 扞率洞   | 122,263   | 465.23 |

## 主要城市
| 順位 | 城市       | 韓語/朝鮮語 | 國家 | 行政區   | 人口      | 人口統計年分 |
| ---- | ---------- | ----------- | ---- | -------- | --------- | ------------ |
| 1    | 首爾特別市 |             |      | 特別市   | 9,794,304 | 2010         |
| 2    | 釜山廣域市 |             |      | 廣域市   | 3,517,491 | 2010         |
| 3    | 平壤直轄市 |             |      | 直轄市   | 3,255,288 | 2008         |
| 4    | 仁川廣域市 |             |      | 廣域市   | 2,966,216 | 2010         |
| 5    | 大邱廣域市 |             |      | 廣域市   | 2,518,467 | 2010         |
| 6    | 大田廣域市 |             |      | 廣域市   | 1,551,931 | 2010         |
| 7    | 光州廣域市 |             |      | 廣域市   | 1,492,948 | 2010         |
| 8    | 蔚山廣域市 |             |      | 廣域市   | 1,170,232 | 2010         |
| 9    | 水原市     |             |      | 廣域市   | 1,071,913 | 2010         |
| 10   | 昌原市     |             |      | 慶尚南道 | 1,058,021 | 2010         |
| 11   | 城南市     |             |      | 京畿道   | 949,964   | 2010         |
| 12   | 高陽市     |             |      | 京畿道   | 905,076   | 2010         |
| 13   | 龍仁市     |             |      | 京畿道   | 856,765   | 2010         |
| 14   | 富川市     |             |      | 京畿道   | 853,039   | 2010         |
| 15   | 咸興市     |             |      | 咸鏡南道 | 768,551   | 2008         |
| 16   | 安山市     |             |      | 京畿道   | 728,775   | 2010         |
| 17   | 清津市     |             |      | 咸鏡北道 | 667,929   | 2008         |
| 18   | 清州市     |             |      | 忠清北道 | 666,924   | 2010         |
| 19   | 全州市     |             |      | 全羅北道 | 649,728   | 2010         |
| 20   | 安養市     |             |      | 京畿道   | 602,122   | 2010         |

## 外部連結
- 泛韩流网-韩国海外文化弘报院

38°19′N 127°14′E / 38.317°N 127.233°E